# De schrik van de zeven zeeën
De schrik van de zeven zeeën (Frans: Le roi des sept mers) is het tweede verhaal uit de Belgische stripreeks Roodbaard. Het is geschreven door Jean-Michel Charlier en getekend door Victor Hubinon. Het verscheen in 1962 als album.
Het verhaal eindigt nogal abrupt en werd pas in 1981 afgemaakt, in album #18: De jonge kapitein.

## Het verhaal
De gevreesde piraat Roodbaard, de schrik van de zeven zeeën, heeft de Spaanse kuststeden van Amerika geplunderd. Zijn aangenomen zoon Erik is voor de eerste keer meegegaan, maar het plunderen en bloedvergieten is hem slecht bevallen. Roodbaard heeft dit ook in de gaten en geeft Erik de keuze tussen het piratenleven en een opleiding aan de koninklijke zeevaartschool in Londen. Erik kiest voor het laatste.
Nadat Driepoot een stel valse papieren voor hem heeft gemaakt, begint Erik zijn opleiding aan de school onder de naam Joâo de Sao Martin y Marquēs, de naam van een adellijke Portugese familie die al 200 jaar in Brazilië woont. De opleiding is interessant, maar Erik ligt al snel overhoop met zijn medestudenten, die arrogante en verwende rijkeluiszoontjes zijn. Na een handgemeen wordt Erik gevangengezet: hij mag wel studeren maar blijft opgesloten totdat hij zich tegenover zijn medestudenten verontschuldigt. Maandenlang blijft Erik dit halsstarrig weigeren. Wanneer hij het bericht ontvangt dat zijn vader door de Britse marine gevangengenomen is en in Londen zal worden opgehangen, besluit hij toch zijn verontschuldigingen aan te bieden. Eenmaal vrijgekomen weet hij met een list zijn vader te bevrijden.
Het blijft niet geheim dat Erik degene is die Roodbaard heeft bevrijd, en er wordt dan ook een prijs op zijn hoofd gezet. Hij sluipt aan boord van een koopvaardijschip, waarmee hij uit Londen ontsnapt. Wanneer het schip al een tijdje op zee is verlaat hij zijn schuilplaats om zijn aanwezigheid kenbaar te maken. Tot de verbijstering van zowel Erik als de scheepsbemanning wil de kapitein de verstekeling op laten hangen, maar terwijl de strop al om zijn nek ligt wordt Erik herkend als de zoon van Roodbaard. De kapitein laat hem opsluiten om later de beloning te kunnen incasseren. Terwijl het schip langs de westkust van Afrika vaart ontpopt de kapitein zich als een harteloze tiran: de voedselvoorraden blijken half bedorven en er wordt geen vers water ingenomen omdat dat tijd zou kosten. Uiteindelijk zijn de matrozen het beu en volgt een muiterij, waarbij de kapitein om het leven komt. De andere officieren weigeren de muiters te volgen, waarop ze Erik dwingen het roer te nemen. Erik weet met de kok en drie andere matrozen 's nachts het schip te ontvluchten en ze drijven een tijd rond in hun sloep.
Uiteindelijk kruist een ander schip hun weg, maar wanneer dit dichterbij komt lijkt het verlaten te zijn. Ze weten aan boord te komen en ontdekken dat de opvarenden doodziek of al gestorven zijn. De meeste overlevenden, die aan scheurbuik lijden, kunnen gered worden. Het blijkt dat de officieren zijn overleden aan voedselvergiftiging, waarna de overgebleven bemanningsleden, die geen verstand van navigatie hadden, doelloos rondvoeren en uiteindelijk wegens een tekort aan vers voedsel ziek werden. Erik neemt het commando van het schip, de Belle Jeanne, en vaart richting Afrikaanse kust om vers voedsel voor de zieken te halen.